# Ямпа (Колорадо)
Ямпа (англ. Yampa) — місто (англ. town) в США, в окрузі Роутт штату Колорадо. Населення — 399 осіб (2020).

## Географія
Ямпа розташована за координатами 40°9′11″ пн. ш. 106°54′31″ зх. д. / 40.15306° пн. ш. 106.90861° зх. д. (40.152996, -106.908496).  За даними Бюро перепису населення США в 2010 році місто мало площу 0,62 км², уся площа — суходіл.

### Клімат
| Клімат : Ямпа           | Клімат : Ямпа | Клімат : Ямпа | Клімат : Ямпа | Клімат : Ямпа | Клімат : Ямпа | Клімат : Ямпа | Клімат : Ямпа | Клімат : Ямпа | Клімат : Ямпа | Клімат : Ямпа | Клімат : Ямпа | Клімат : Ямпа | Клімат : Ямпа |
| Показник                | Січ.          | Лют.          | Бер.          | Квіт.         | Трав.         | Черв.         | Лип.          | Серп.         | Вер.          | Жовт.         | Лист.         | Груд.         | Рік           |
| Середній максимум, °C   | −0,4          | 1,3           | 5,4           | 10,8          | 16,3          | 21,8          | 25,2          | 24,3          | 20,1          | 13,4          | 4,9           | −0,4          | 11,9          |
| Середня температура, °C | −7,1          | −5,8          | −1,6          | 3,2           | 8,3           | 13,0          | 16,6          | 15,8          | 11,5          | 5,4           | −1,8          | −6,8          | 4,3           |
| Середній мінімум, °C    | −13,8         | −12,9         | −8,5          | −4,4          | 0,3           | 4,2           | 7,9           | 7,3           | 2,9           | −2,7          | −8,5          | −13,3         | −3,4          |
| Норма опадів, мм        | 31            | 29            | 33            | 39            | 36            | 34            | 43            | 43            | 39            | 33            | 34            | 31            | 425           |
| Днів з опадами          | 11            | 9             | 10            | 10            | 10            | 8             | 10            | 11            | 9             | 9             | 10            | 11            | 115           |
| Днів зі снігом          | 11            | 9             | 9             | 6             | 2             | 0             | 0             | 0             | 1             | 3             | 9             | 10            | 60            |
| ----------------------- | ------------- | ------------- | ------------- | ------------- | ------------- | ------------- | ------------- | ------------- | ------------- | ------------- | ------------- | ------------- | ------------- |
| Джерело: NOAA           |               |               |               |               |               |               |               |               |               |               |               |               |               |

## Демографія
Згідно з переписом 2010 року, у місті мешкало 429 осіб у 175 домогосподарствах у складі 114 родин. Густота населення становила 688 осіб/км².  Було 214 помешкання (343/км²).
Расовий склад населення:
| - 94,4 % — білих - 0,5 % — корінних американців - 0,2 % — чорних або афроамериканців - 3,7 % — осіб інших рас |

До двох чи більше рас належало 1,2 %. Частка іспаномовних становила 6,5 % від усіх жителів.
За віковим діапазоном населення розподілялося таким чином: 25,6 % — особи молодші 18 років, 62,0 % — особи у віці 18—64 років, 12,4 % — особи у віці 65 років та старші. Медіана віку мешканця становила 41,2 року. На 100 осіб жіночої статі у місті припадало 123,4 чоловіків;  на 100 жінок у віці від 18 років та старших — 124,6 чоловіків також старших 18 років.
Середній дохід на одне домашнє господарство  становив 65 722 долари США (медіана — 56 458), а середній дохід на одну сім'ю — 66 256 доларів (медіана — 61 250). Медіана доходів становила 50 625 доларів для чоловіків та 31 500 доларів для жінок. За межею бідності перебувало 17,3 % осіб, у тому числі 33,7 % дітей у віці до 18 років та 3,6 % осіб у віці 65 років та старших.
Цивільне працевлаштоване населення становило 191 осіб. Основні галузі зайнятості: транспорт — 15,2 %, науковці, спеціалісти, менеджери — 15,2 %, освіта, охорона здоров'я та соціальна допомога — 14,1 %, роздрібна торгівля — 13,1 %.